# Soy rebelde
«Soy rebelde» es una canción interpretada por la cantante hispano-británica Jeanette. La compañía Hispavox la publicó en 1971 como su sencillo debut. El tema se incluye en los discos Palabras, promesas... (1973) y Sigo rebelde (1996). Fue compuesto por Manuel Alejandro y producida por Rafael Trabucchelli. La discográfica buscó a la cantante tras la desaparición del grupo Pic-nic para convertirla en una nueva figura de la balada.
A pesar de no estar de acuerdo con la producción de la canción, Jeanette accedió grabarla. «Soy rebelde» alcanzó el número uno en listados musicales de España, lo que sorprendió a la cantante cambiando su concepto hacia el tema. Hispavox editó versiones en otros idiomas como el francés, inglés y japonés. Jeanette la ha cantado en varias giras, incluida en el Festival de Viña del Mar en 1974. 
Varios artistas han realizado versiones del tema y ha aparecido en una de las películas de Juanma Bajo Ulloa. Es una de las canciones que más regalías ha dado a su autor y ha tenido un profundo impacto social al ser la dictadura tardofranquista la que buscó prohibirla por su letra subversiva que describe un rebelde frágil y humilde y ser considerada como un himno para la juventud.

## Antecedentes

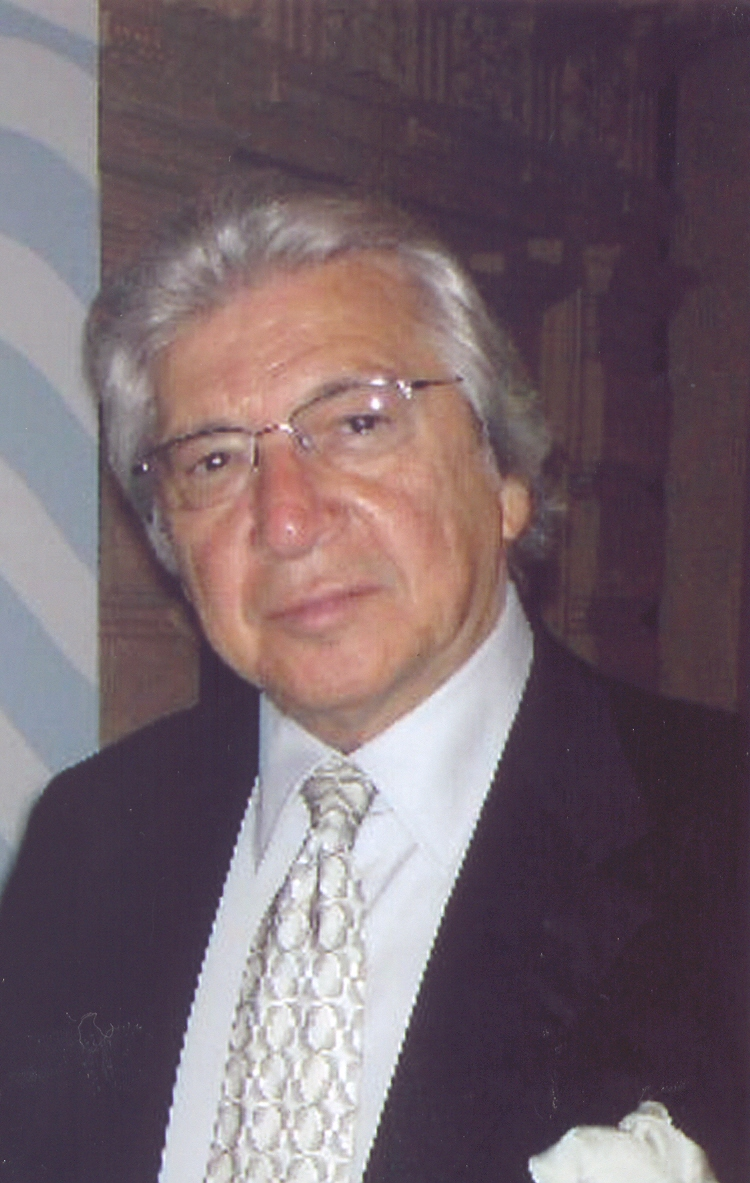
Manuel Alejandro autor de «Soy rebelde».

Manuel Alejandro era el compositor habitual del cantante Raphael y ambos estaban en una gira por México a finales de los años sesenta. En ese país Alejandro estuvo componiendo para la película Sor ye-yé y fue en esas sesiones que conoció a la cantante Sola que prestaba su voz para los temas. Tras interesarse en Sola, Alejandro le compuso un álbum entero donde figuraba «Soy rebelde» que fue publicado como sencillo en 1971 y no obtuvo reconocimiento. De regreso a España, Alejandro se lo presenta a Rafael Trabucchelli quien era productor musical de la casa discográfica Hispavox por ese entonces y que después de escucharlo inició la búsqueda de Jeanette, exvocalista del grupo Pic-nic al ser su voz apropiada para el tema.
Después de la disolución de Pic-nic, Jeanette viajó con su esposo Laszio Kristofe a Austria lejos del ambiente musical. Jeanette realizaba labores domésticas y no tenía planes para la música. Tras dos meses de búsqueda la discográfica Hispavox encontró a Jeanette y le propone un contrato como solista (el cual consiguió tras varias suplicas). En 2012, en una entrevista para El Universo, la artista habló sobre la impresión que le generó escuchar la maqueta de «Soy rebelde»:

La verdad es que cuando me presentaron «Soy rebelde» no quería cantar ese tema. No era el estilo que había tenido con Pic-Nic. Después de tres semanas de discusiones con la casa discográfica la grabé y al final tuvo éxito.

## Grabación y composición
En 1971 Jeanette regreso en España y conoció a Alejandro en la entonces sede de Hispavox ubicado en la calle Torrelaguna de Madrid. Después de escuchar el sencillo Jeanette no aceptó grabarlo por diferencias musicales al considerarse «folkie». La cantante se justifico al decir que no le gustaba la voz de la maqueta, el estilo y la letra lo que retraso la producción. Después de casi un mes de conflictos se llegó a un acuerdo mutuo al condicionar la anulación de contrato a la cantante. Jeanette mencionó que el proceso de grabación de «Soy rebelde» para la primera y segunda voz fue de 45 minutos para cada una y luego de escucharlo le dio su aprobación. Rafael Trabucchelli produjo el sencillo e invitó al director musical Waldo de los Ríos para dirigir la orquesta.
La cantante grabó dos versiones en los idiomas inglés y japonés en 1972. La versión en inglés «I am a rebel» fue traducida por Sandra Le Brocq y contiene el mismo concepto de su versión en español. La versión japonesa «あまのじゃく» (pronunciado en japonés amanojaku y traducido al español como "Perversa", no confundir con aMa no Jaku de S/mileage) fue traducida por Jay Hamada y en esta versión la palabra «perversa» reemplaza a «rebelde». En 1976 y tras el éxito de la canción «Porque te vas» Hispavox público una última versión de esta canción en el idioma francés con el título «L'inconnu qui m'aimera» (en español "El desconocido que me ama"). Estuvo en la cara "B" del sencillo «Je suis triste» y fue traducida por el compositor Claude Lemesle. La traducción explica la llegada de un amor que acaba con la soledad.
Según una partitura publicada por Musigraf Arabi, la introducción de piano de «Soy rebelde» está compuesta en la tonalidad de sol menor y el registro vocal en las estrofas va desde la nota sol menor a re7, el coro desde sol menor a reb y el interludio desde do menor a sol menor. El tema presenta arreglos de piano e instrumentos de viento con violines. La composición para la música resultó del interés de Alejandro por las invenciones de Johann Sebastian Bach.
En cuanto a la letra, Manuel Alejandro comento que «se mantenía al margen de los movimientos sociales» y se consideraba apartidista. Alejandro describió al rebelde de esta canción como «una persona frágil, con rebeldía humilde y suave» al ser escrita en los últimos años de la dictadura franquista.

## Recepción

### Crítica
«Soy rebelde» es considerado uno de los sencillos más famosos de Jeanette y en su mayoría obtuvo críticas mixtas. José Ramón Pardo, periodista del diario ABC de España indicó que Trabucchelli es el artífice del éxito de Jeanette en «Soy rebelde». En 2005 Pardo hizo una crítica a Palabras, promesas... en su libro Historia del pop español comentando que de todas las canciones destaca «Soy rebelde» que hizo entrar a Jeanette con buen pie en el mundo de los solistas. Julián Molero (crítico de lafonoteca) le dio tres puntos de cinco y afirmó que «Soy rebelde» fue la «reconversión» más rápida y rentable para la cantante y su discográfica. Jason Birchmeier de AllMusic cito en una biografía de la cantante que «Soy rebelde» es su primer éxito al embarcarse en una carrera como solista. El portal Magnet de Webedia la calificó como una «emblemática balada» al tener un «éxito incontestable e inmediato». Anje Ribera de El Diario Montañés afirmó que la voz de Jeanette es suave para «crear un producto que incluso hoy en día, más de cuarenta años después, funciona».
En cuanto a producción «Soy rebelde» recibió crítica positiva. El libro Postnational Musical Identities de Ignacio Corona y Alejandro L. Madrid sostiene que las características de las baladas del «sonido Torrelaguna» resultan de «sofisticados arreglos orquestales y magia de estudio» y ejemplo de esto es «Soy rebelde». El periodista Felipe Cabrerizo indicó que en «Soy rebelde» funciona la combinación de «composición excelente» de Manuel Alejandro más los «arreglos cristalinos» de Waldo de los Ríos y «la voz lánguida» de Jeanette. Marcos Gendre de El Salto la destacó como una simple «variación gloriosa» de «Cállate niña» haciendo de 1971 el año de «Soy rebelde». José Ramón Pardo destacó que la producción en esta canción es un asunto de laboratorio de sonido. Anje Ribera sostuvo que hay un magistral uso de melodías basadas en piano, instrumentos de viento y violines. Julián Molero opinó que hay un premeditado tono de copia de la canción «Cállate niña» con un acompañamiento orquestal completo.
El periódico español 20 minutos en su versión digital convocó a sus lectores escoger las mejores canciones de Jeanette y «Soy rebelde» se ubicó en el tercer lugar de todas las canciones en votación. El mismo portal convocó a escoger las mejores canciones de Manuel Alejandro y «Soy rebelde» quedó séptimo.  De manera similar la base de datos musicales Rate Your Music convocó a los internautas a escoger Las 250 mejores canciones españolas de todos los tiempos y se ubicó en el puesto ochenta y cuatro y en Top 100 Spanish singles se ubicó en el puesto cincuenta y tres.

### Comercial
«Soy rebelde» se lanzó en octubre de 1971. En España, según el listado musical Clasificación Nacional del Disco debutó en el puesto 11 el 24 de noviembre de 1971. Figuró en la posición uno el 5 de febrero de 1972 en la revista Billboard en el listado "Hits of the World" - España y al finalizar 1972 se ubicó en el puesto siete de la lista de fin de año así como en el puesto quince de las canciones con más de veinte semanas en el listado musical español. Certificó un disco de oro otorgado por Promusicae. A finales de 1972 Jeanette quedó en segundo lugar de las cantantes femeninas con más votos según una encuesta del diario español ABC. En Latinoamérica «Soy rebelde» apareció en tres listados musicales. En Argentina alcanzó la posición dos según el listado "Hits of the World" de la revista Billboard. En Colombia se posicionó en el puesto tres según la revista Cromos. En Perú, según el diario La Prensa, llegó a la posición cuatro como la más alta. Gracias al éxito de la canción «Porque te vas», ingreso al listado musical de la región Valona en Bélgica y ocupó el puesto treinta y tres con cuatro semanas en lista. «あまのじゃく» gozo de popularidad en Japón. «Soy rebelde» fue la canción que más regalías le dio a Manuel Alejandro por esos años.

### Interpretaciones en vivo
Jeanette se presentó en el canal español TVE en sus especiales de música. En 1974 Jeanette estuvo en el XV Festival Internacional de la Canción de Viña del Mar y la canto en varias galas. En octubre de 1976 en una gira promocional en Francia, Jeanette fue presentada en el programa Numéro un por Sacha Distel e interpretó el tema. En 1994 en el especial musical Recordando los 60, Jeanette fue presentada por la cantante española Massiel e interpretó una nueva versión de esta canción. En 2009 Jeanette fue homenajeada en la cuarta edición de los Premios de la Música y la Creación Independiente Pop-Eye 2009 que se celebró en el Gran Teatro de Cáceres en España y canto esta canción junto a un acompañamiento orquestal. En 2013, como parte de su gira en Perú, Jeanette cantó un extracto de «あまのじゃく» en un programa televisivo. En 2016, en conmemoración a sus 45 de años de vida artística la cantante interpretó el tema en un concierto sinfónico en el Gran Teatro Nacional de Lima. En 2020, Jeanette junto a Pablo Motos improvisaron esta canción pese a que por momentos Motos se perdió en la melodía.

### Versiones de otros artistas

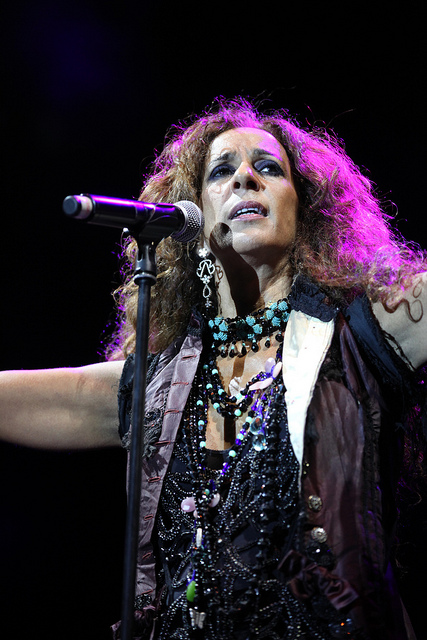
Rosario Flores hizo su versión de «Soy rebelde» (2009).